# Station Gunton
Gunton is een spoorwegstation van National Rail in Thorpe Market, North Norfolk in Engeland. Het station is eigendom van Network Rail en wordt beheerd door Greater Anglia. 